# Jimmie Nicol
Jimmie Nicol (* 3. srpna 1939) je anglický bubeník. V padesátých letech působil ve skupině Colin Hicks & The Cabin Boys. V roce 1964 založil skupinu The Shubdubs. V roce 1964 krátce nahradil hospitalizovaného Ringo Starra ve skupině The Beatles. Později byl členem švédské skupiny The Spotnicks. Později se usadil v Mexiku, kde se věnoval studiu rytmů samby a bossa novy. Hudbě se později již nevěnoval. V roce 1988 se rozšířily zprávy, že Nicol zemřel. V roce 2005 časopis Daily Mail napsal, že Nicol stále žije.